# Rangitane (rivière)
La rivière Rangitane  (anglais : Rangitane River) est un cours d’eau de la région du  Northland dans l’Île du Nord de la Nouvelle-Zélande.

## Géographie
Elle s’écoule vers l’Est pour atteindre le fleuve Tahoranui à 10 km au Nord de Kerikeri.